# Leioproctus alienus
Leioproctus alienus är en biart som först beskrevs av Smith 1853.  Leioproctus alienus ingår i släktet Leioproctus och familjen korttungebin. Inga underarter finns listade i Catalogue of Life.